# Михелау ин Оберфранкен
Михелау ин Оберфранкен (њем. Michelau in Oberfranken) општина је у њемачкој савезној држави Баварска. Једно је од 11 општинских средишта округа Лихтенфелс. Према процјени из 2010. у општини је живјело 6.636 становника. Посједује регионалну шифру (AGS) 9478145.

## Географски и демографски подаци
Михелау ин Оберфранкен се налази у савезној држави Баварска у округу Лихтенфелс. Општина се налази на надморској висини од 266 метара. Површина општине износи 19,4 km². У самом мјесту је, према процјени из 2010. године, живјело 6.636 становника. Просјечна густина становништва износи 343 становника/km².